# Список птиц, занесённых в Красную книгу Амурской области

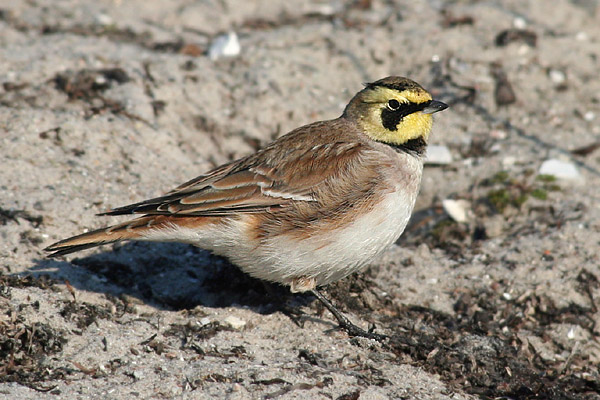
Рогатый жаворонок

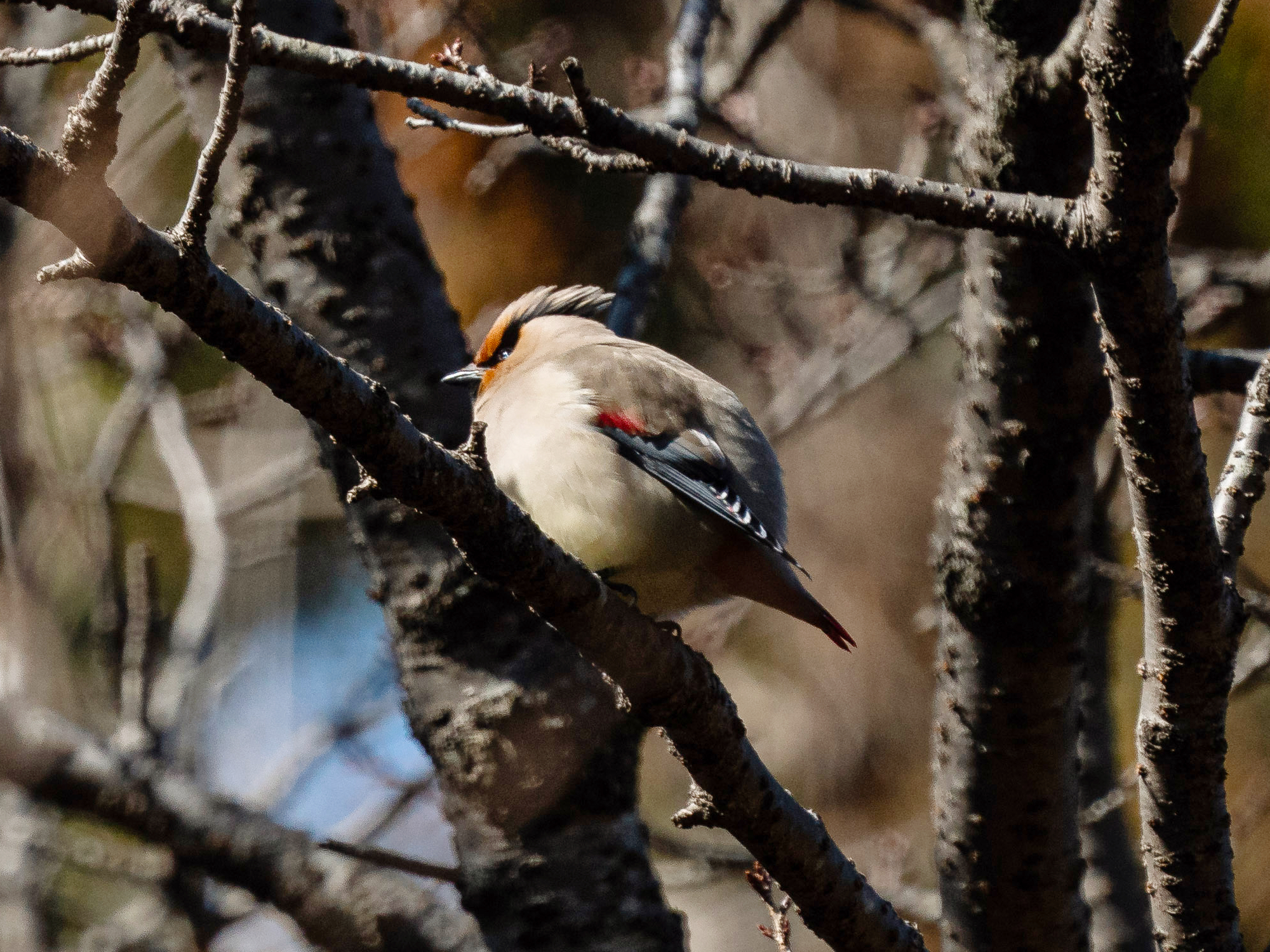
Амурский свиристель

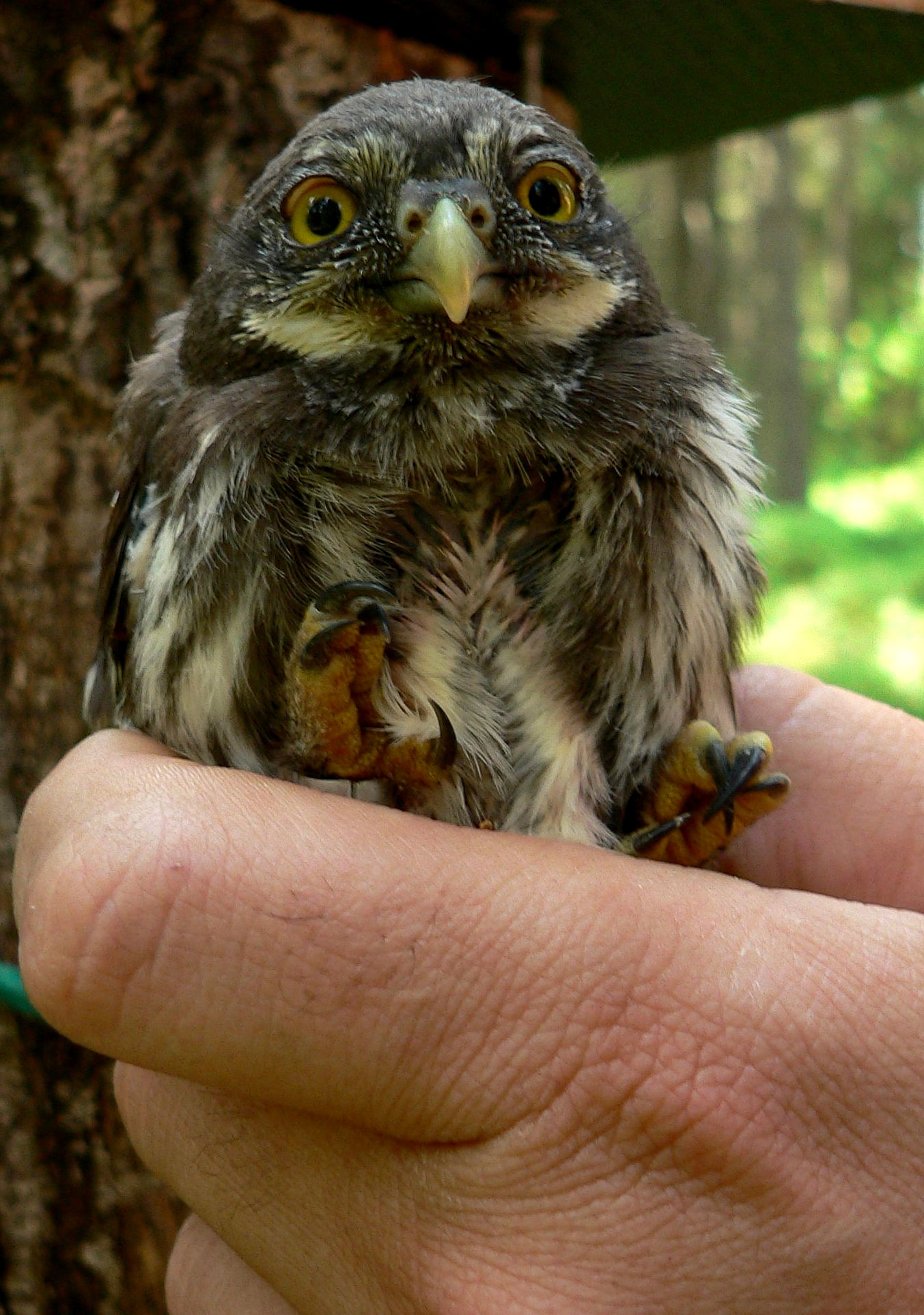
Воробьиный сыч

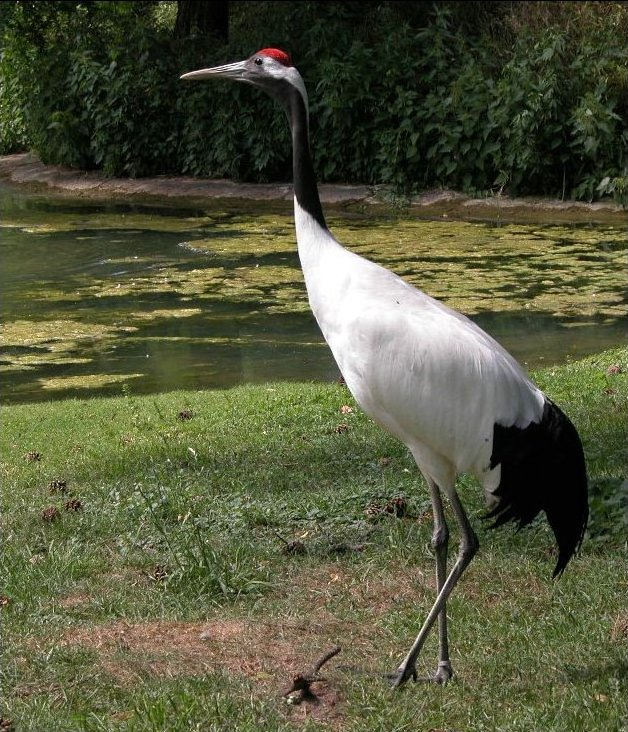
Японский журавль

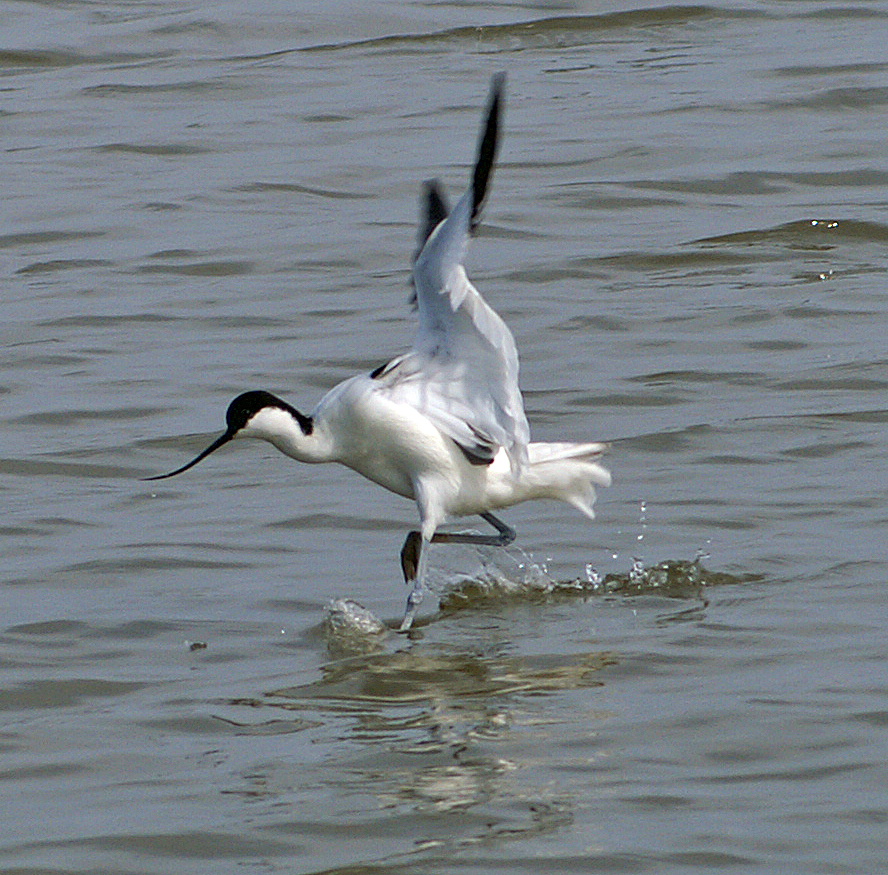
Шилоклювка

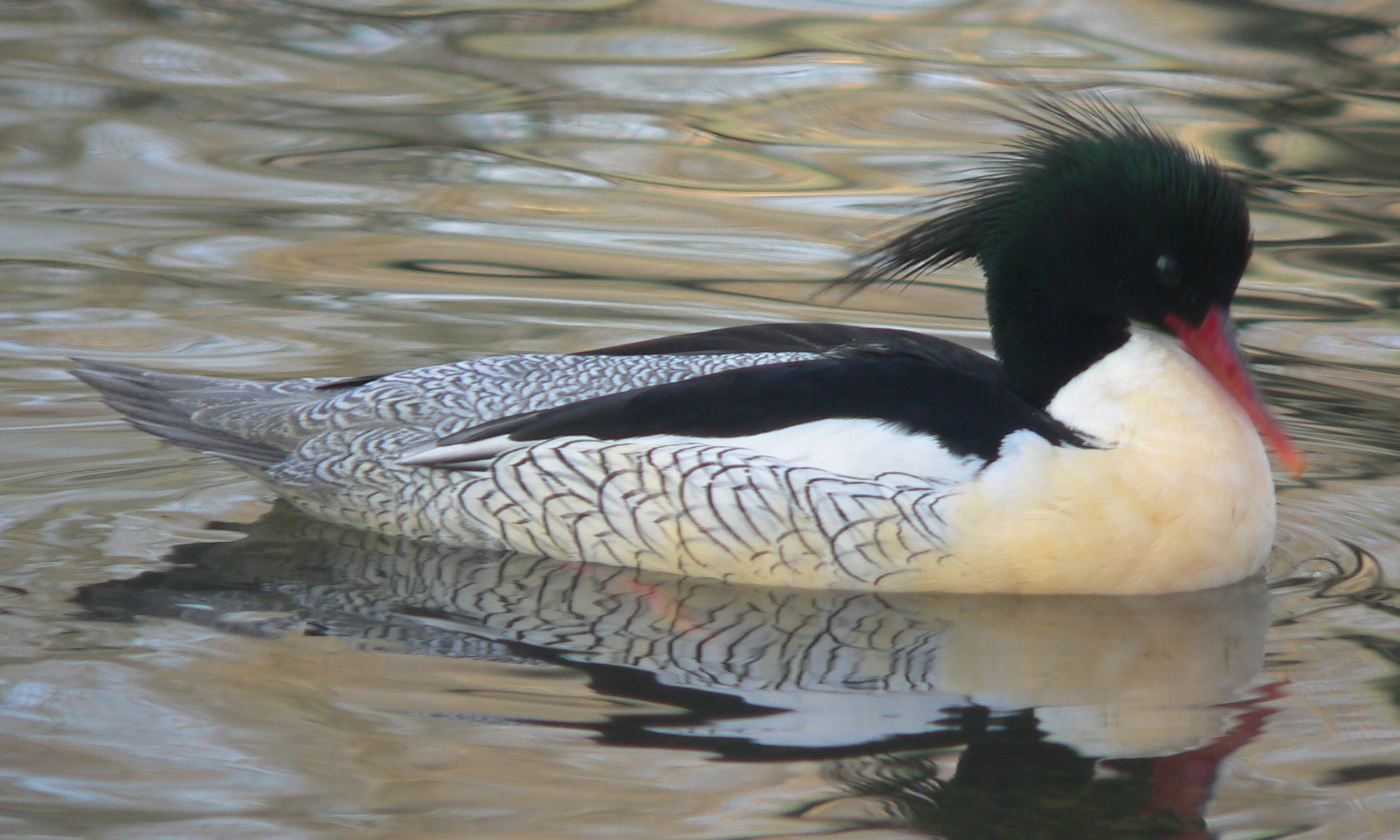
Чешуйчатый крохаль

Список птиц, занесённых в Красную книгу Амурской области включает в себя 102 вида птиц, включённых в Красную книгу Амурской области.
Категории охраны обозначены цифрой в конце строки каждого вида:
- 1 — находящиеся под угрозой исчезновения
- 2 — сокращающиеся в численности
- 3 — редкие
- 4 — неопределенные по статусу
- 5 — восстанавливающиеся

## Утиные — Anatidae
- Американская (тихоокеанская черная) казарка — Branta nigricans 1
- Краснозобая казарка — Rufibrenta ruficollis 1
- Серый гусь — Anser anser 2
- Пискулька — Anser erythropus 2
- Белый гусь — Chen caerulescens 3
- Сухонос — Cygnopsis cygnoides 1
- Лебедь-кликун — Cygnus cygnus 3
- Малый лебедь — Cygnus bewickii 3
- Огарь — Tadorna ferruginea 3
- Чёрная кряква — Anas poecilorhyncha 3
- Клоктун — Anas formosa 5
- Косатка — Anas falcata 2
- Серая утка — Anas strepera 2
- Мандаринка — Aix galericulata 5
- Красноголовая чернеть (красноголовый нырок) — Aythya ferina 3
- Белоглазая чернеть — Aythya nyroca 2
- Нырок (чернеть) Бэра — Aythya baeri 2
- Чешуйчатый крохаль — Mergus squamatus 0

## Кулики-сороки — Haematopodidae
- Дальневосточный кулик-сорока — Haematopus ostralegus osculans 1

## Чайковые — Laridae
- Белощекая крачка — Chlidonias hybridus javanicus 4
- Малая крачка — Sterna albifrons 3

## Ржанковые — Charadriidae
- Тулес — Pluvialis squatarola 3
- Уссурийский зуек — Charadrius placidus 1
- Зуек монгольский — Charadrius mongolus 3

## Шилоклювковые — Recurvirostridae
- Ходулочник — Himantopus himantopus 3
- Шилоклювка — Recurvirostra avosetta 3

## Бекасовые — Scolopacidae
- Горный дупель — Gallinago solitaria japonica 3
- Дупель лесной — Gallinago megala 3
- Малый кроншнеп (Кроншнеп-малютка) — Numenius minutus 3
- Дальневосточный кроншнеп — Numenius madagascariensis 3
- Азиатский бекасовидный веретенник — Limnodromus semipalmatus 3

## Аистовые — Ciconiidae
- Дальневосточный аист — Ciconia boyciana 1
- Черный аист — Ciconia nigra 3

## Цаплевые — Ardeidae
- Большая выпь — Botaurus stellaris 3
- Амурская выпь — Jxobrychus eurhythmus 2
- Зеленая кваква — Butorides striatus 3
- Египетская цапля — Bubulcus ibis 3
- Большая белая цапля — Egretta alba 3
- Рыжая цапля — Ardea purpurea 3

## Ибисовые — Threskiornithidae
- Колпица — Platalea leucorodia 0
- Красноногий ибис — Nipponia nippon 0

## Ястребиные — Accipitridae
- Скопа — Pandion haliaetus 3
- Хохлатый осоед — Pernis ptilorhyncus 4
- Малый перепелятник — Accipiter gularis 2
- Мохноногий курганник — Buteo hemilasius 3
- Ястребиный сарыч — Butastur indicus 3
- Степной орел — Aquila rapax 3
- Большой подорлик — Aquila clanga 2
- Могильник — Aquila heliaca 3
- Беркут — Aquila chrysaetos 2
- Орлан-белохвост — Heliaeetus albicilla 3
- Белоплечий орлан — Heliaeetus pelagicus 3
- Бородач — Gypaetus barbatus 0
- Черный гриф — Aegypius monachus 3

## Соколиные — Falconidae
- Кречет — Falco rasticolus 2
- Сапсан — Falco peregrinus 3
- Дербник — Falco columbarius 3

## Фазановые — Phasianidae
- Дикуша — Falcipennis falcipennis 2
- Маньчжурская бородатая куропатка — Perdix dauurica suschkini 1

## Гагаровые — Gaviidae
- Краснозобая гагара — Gavia stellata 3
- Чернозобая гагара — Gavia arctica 2
- Белоклювая гагара — Gavia adamsii 1

## Журавлиные — Gruidae
- Уссурийский (японский) журавль — Gras japonensis 1
- Стерх — Grus leucogeranus 1
- Серый журавль — Grus grus 2
- Канадский журавль — Grus canadensis 3
- Даурский журавль — Gras vipio 1
- Черный журавль — Gras monacha 3
- Красавка — Anthropoides virgo 3

## Дрофиные — Otididae
- Дрофа — Otis tarda dybowskii 1

## Пастушковые — Rallidae
- Большой погоныш — Porzana paykullii 3
- Белокрылый погоныш — Porzana exquisita 3
- Рогатая камышница — Gallicrex cinerea 4
- Лысуха — Fulica atra 1

## Воробьинообразные — Passeriformes
- Индийская камышевка — Acrocephalus agricola tangorum 4

## Трясогузковые — Motacillidae
- Конёк Мензбира — Anthus menzbieri 1
- Краснозобый конёк — Anthus cervinus 3
- Древесная трясогузка — Dendronanthus indicus 2

## Жаворонковые — Alaudidae
- Рогатый жаворонок — Eremophila alpestris 3

## Свиристелевые — Bombycillidae
- Амурский свиристель — Bombycilla japonica 3

## Овсянковые — Emberizidae
- Тростниковая овсянка — Emberiza schoeniclus 3
- Рыжешейная овсянка — Emberiza yessoensis 4
- Желтобровая овсянка — Emberiza chrysophrys 3

## Сорокопутовые — Laniidae
- Серый сорокопут — Lanius excubitor 3

## Завирушковые — Prunellidae
- Альпийская завирушка — Prunella collaris 3

## Славковые — Sylviidae
- Малая пестрогрудка — Bradypterus thoracicus 3
- Сибирская пестрогрудка — Bradypterus tacsanowskius 4

## Поганковые — Podicipedidae
- Красношейная поганка — Podiceps auritus 2

## Настоящие совы — Strigidae
- Филин — Bubo bubo 3
- Рыбный филин — Ketupa blakistoni 1
- Воробьиный сыч (сычик) — Glaucidium passerinum 2
- Иглоногая сова — Ninox scutulata 3

## Голубиные — Columbidae
- Скалистый голубь — Columba rupestris 3

## Трёхперстки — Turnicidae
- Желтоногая трехперстка — Turnix tanki 3